# Diecezja Covington

Diecezja Covington (łac. Dioecesis Covingtonensis, ang. Diocese of Covington) jest diecezją Kościoła rzymskokatolickiego w północno-wschodniej części stanu Kentucky.

## Historia
Diecezja została kanonicznie erygowana 29 lipca 1853 roku przez papieża Piusa IX. Wyodrębniono ją z terenów ówczesnej diecezji Louisville (która do tej pory obejmowała cały stan Kentucky). Pierwszym ordynariuszem został jezuita George Aloysius Carrell (1803-1868), proboszcz jednej z parafii w Cincinnati. W roku 1988 większość terenów diecezji (43 hrabstw) została włączona do nowo powstałej diecezji Lexington. Obecnie diecezja Covington obejmuje 14 hrabstw.

## Ordynariusze
- George Aloysius Carrell SJ (1853–1868)
- Augustus Toebbe (1869–1884)
- Camillus Paul Maes (1884–1915)
- Ferdinand Brossart (1915–1923)
- Francis William Howard (1923–1944)
- William Theodore Mulloy (1944–1959)
- Richard Henry Ackerman CSSp (1960–1978)
- William Anthony Hughes (1979–1995)
- Robert Muench (1996–2001)
- Roger Foys (2002–2021)
- John Iffert (od 2021)